# Фордицидия
Фордицидия (на латински: Fordicidia) е религиозен празник (култ) в Древен Рим на 15 април в чест на богинята Тера.
На този ден 30 бременни крави се пренасят в жертва при присъствието на понтифика. Изрязаните неродени теленца са изгаряни от най-старшата весталка (Virgo Vestalis Maxima). Пепелта се събира и по-късно на празника Парилия се смества с пепелта на жертвения октомврийски кон (Equus October) и се пръска (suffimen) от весталките в огъня на жертвоприношението.